# Neo (Plansprache)
Neo ist eine Plansprache, die bereits in den 1930er Jahren entwickelt und 1961 bzw. 1966 von dem Belgier Arturo Alfandari (1888–1969) in seinen Büchern „Cours pratique de Neo“ (1961) und  „Rapid Method of Neo“ vorgestellt wurde. 

## Geschichte
Die Sprache steht in der Tradition von Esperanto, Ido und Novial und ist ein Esperantid. Die Grammatik nimmt in diesem Buch lediglich zwei Seiten ein und umfasst das gesamte Regelwerk, das die Schreibweise und Aussprache, alle Wortarten, die Syntax, Zeitenbildung und den Wortschatz betrifft.
In den 1960er Jahren wurde die Plansprache in Floyd und Evelyn Hardins „International Language Review“ präsentiert, wodurch sich eine Freundschaft zwischen den Herausgebern und dem Erfinder entwickelt hat, die schließlich in der „Friends of Neo“-Vereinigung Ausdruck fand. Ein paar Jahre lang sah es so aus, als wäre Neo eine ernst zu nehmende Konkurrenz für Esperanto und Interlingua. Durch den Tod Alfandaris geriet sie aber fast vollständig in Vergessenheit.
Douglas S. Blacklock ist ein begeisterter Anhänger dieser Sprache und hat viele Texte in Neo übersetzt, darunter auch eigene Gedichte und Teile der Bibel. „Selig sind die im Geiste Armen, denn ihnen gehört das Himmelreich“ liest sich in Neo wie folgt: „Ixa lo spirtopovas, den zia lo cela royado.“ Auffallend bei dieser Übersetzung und charakteristisches Merkmal von Neo ist die Kürze des Ausdrucks. Neo-Sätze sind in der Regel um einiges kürzer als ihre englischen und deutschen Pendants. 

## Besonderheiten
Selbst Eigennamen werden in Neo angepasst, so wird aus Shakespeare Shexpir und aus Hamlets berühmtem Monolog (Sein oder Nichtsein, das ist hier die Frage): :„Si o no si, em lo qestyon“.
Das nach lautästhetischen Gesichtspunkten erschaffene Zahlensystem lautet wie folgt:
| 1  | 2  | 3   | 4   | 5   | 6   | 7   | 8  | 9   | 10 |
| -- | -- | --- | --- | --- | --- | --- | -- | --- | -- |
| un | du | tri | qar | qin | sit | sep | ot | non | is |

Höhere Zahlen werden nach dem folgenden Schema gebildet: 
| 11   | 12   | 13    | 14    | 15    | 16    | 17    | 18   | 19    |
| isun | isdu | istri | isqar | isqin | issit | issep | isot | isnon |

| 20   | 30    | 40    | 50    | 60    | 70    | 80   | 90    | 100 | 1000 |
| duis | treis | qaris | qinis | sitis | sepis | otis | nonis | ek  | mil  |

Die Zahl 5184 wird nach diesem Muster mit „qinmil ek otisqar“ wiedergegeben.
Pronomina
| Deutsch    | Subjekt | Objekt | Possessiv |
| ---------- | ------- | ------ | --------- |
| ich        | mi      | me     | ma        |
| du         | tu      | te     | ta        |
| er         | il      | le     | la        |
| sie        | el      | le/ley | la        |
| es         | it      | le/it  | la        |
| (reflexiv) | so      | se     | sa        |
| wir        | nos     | ne     | na        |
| ihr        | vu      | ve     | va        |
| sie (♂)    | zi      | ze     | za        |
| sie (♀)    | zel     | ze/zey | za        |

## Textbeispiel
Das „Vaterunser“ auf Neo:
Na Patro ki sar in cel,
siu ta nom santat.
Venu ta regno.
Siu fat ta vol,
asben in cel, as on ter.
Na shakida pan ne diu oje.
E ne pardonu na debos,
as nos pardonar na deberos.
E no ne induku in tentado,
mo ne fridu da mal.